# Ріново (Пенсільванія)
Ріново (англ. Renovo) — місто (англ. borough) в США, в окрузі Клінтон штату Пенсільванія. Населення — 1061 особа (2020).

## Географія
Ріново розташоване за координатами 41°19′45″ пн. ш. 77°44′31″ зх. д. / 41.32917° пн. ш. 77.74194° зх. д. (41.329048, -77.742075). За даними Бюро перепису населення США в 2010 році місто мало площу 2,93 км², з яких 2,92 км² — суходіл та 0,01 км² — водойми.

## Демографія
Згідно з переписом 2010 року, у селищі мешкало 1228 осіб у 532 домогосподарствах у складі 326 родин. Густота населення становила 419 осіб/км². Було 689 помешкань (235/км²).
Расовий склад населення:
| - 97,9 % — білих - 0,1 % — корінних американців - 0,1 % — чорних або афроамериканців |

До двох чи більше рас належало 1,6 %. Частка іспаномовних становила 1,1 % від усіх жителів.
За віковим діапазоном населення розподілялося таким чином: 25,8 % — особи молодші 18 років, 57,6 % — особи у віці 18—64 років, 16,6 % — особи у віці 65 років та старші. Медіана віку мешканця становила 39,2 року. На 100 осіб жіночої статі у селищі припадало 91,0 чоловіків; на 100 жінок у віці від 18 років та старших — 87,4 чоловіків також старших 18 років.
Середній дохід на одне домашнє господарство становив 33 229 доларів США (медіана — 26 667), а середній дохід на одну сім'ю — 35 244 долари (медіана — 29 023). Медіана доходів становила 40 625 доларів для чоловіків та 23 500 доларів для жінок. За межею бідності перебувало 37,1 % осіб, у тому числі 63,5 % дітей у віці до 18 років та 7,3 % осіб у віці 65 років та старших.
Цивільне працевлаштоване населення становило 387 осіб. Основні галузі зайнятості: освіта, охорона здоров'я та соціальна допомога — 23,3 %, роздрібна торгівля — 17,1 %, мистецтво, розваги та відпочинок — 15,2 %.